# Chapuisia piceipes
Chapuisia piceipes es un coleóptero de la familia Chrysomelidae. Fue descrita científicamente en 1899 por Jacoby.